# Brodeur-schiereiland
Brodeur-schiereiland (Engels: Brodeur Peninsula) is een onbewoond schiereiland van Baffineiland in de regio Qikiqtaaluk in Nunavut, Canada. Het bevindt zich aan de noordwestkant van het eiland en het wordt omgeven door de Prince Regent Inlet in het westen, de Lancasterzeestraat in het noorden en de Admiralty Inlet in het oosten. In het zuiden is het schiereiland via een landengte verbonden met Baffineiland.

## Geografie
Het schiereiland wordt gekenmerkt door rotsachtige kusten en kliffen, maar ook door dorre en rotsachtige vlakten.

## Fauna
Northwestern Brodeur Peninsula in het noordwesten is een Canadese Important Bird Area van 475 km². Hier leeft de ivoormeeuw, maar onderzoekers hebben de laatste jaren een drastische achteruitgang van de broedpopulaties waargenomen in de regio. Het westen van het schiereiland staat bekend als een paringsgebied voor ijsberen.

## Landgebruik
Er worden serieuze inspanningen geleverd om mineralen te vinden in het gebied. Twin Mining bezit een stuk land voor diamanten van 5.300 km² op het schiereiland.